# Шустерман, Анна Лазаревна
Анна Лазаревна Шустерман (в замужестве — Вагенер, люкс. Anna Wagener, род. 14 октября 1976, Бельцы) — молдавская и люксембургская шахматистка, международный гроссмейстер (1996). Трёхкратная чемпионка Молдавии (1995, 2000, 2004). Разделила 1—2 места на чемпионате Европы среди девушек до 16 лет в Словакии (1992).
Родилась в семье шахматистов: отец — заслуженный тренер Молдавии, международный мастер Лазарь Самуилович Шустерман, мать — кандидат в мастера спорта Белла Шлёмовна Шустерман (урождённая Бурштейнайте). Училась в бельцкой детско-юношеской шахматной спортивной школе (СДЮШОР шахмат), директором которой был её отец. Окончила факультет иностранных языков Бельцкого государственного университета имени Алеку Руссо. Живёт в Люксембурге.